# Involutie (filosofie)
Involutie betekent letterlijk: zich inrollen of in-wikkelen. Dit is het tegenovergestelde van evolutie.
Naast de bekende wetenschappelijke evolutietheorie zijn er filosofische visies op de evolutie waarin de begrippen "involutie" en "evolutie" hand in hand gaan. Deze filosofie sluit aan bij de letterlijke betekenis van de gebruikte termen (in- en uitrollen). 
Deze beschrijving doet recht aan de meervoudige natuur van de mens die zowel lichamelijk, emotioneel als denkend is. Een mogelijke beschrijving als voorbeeld is het volgende. Een geestelijk wezen verstoffelijkt, bijvoorbeeld bij de mens door de conceptie, geboorte en groei, incarnatie genoemd. De mens evolueert dan in de lichamelijkheid maar tegelijk involueert hij als geestelijk wezen. Hij evolueert: hij ontrolt zijn inherente eigenschappen zowel biologisch-emotioneel psychisch als denkend geestelijk. Hij brengt dus naar buiten wat als kracht en potentie aanwezig is en was! Dit proces van een involuerende evolutie zet zich het gehele leven voort: geestelijke rolt hij zich als het ware in. Zijn geestelijke essentie manifesteert zich al opgroeiende mens steeds expressiever. In het stervensuur keert het proces zich om (excarnatie). Het bewustzijn trekt zich terug uit het stoffelijk omhulsel en in de geestelijke gebieden ontkiemt als het ware de geestelijke vrucht van het leven, de mens concentreert de vruchten van zijn leven tot verworven kernkrachten in de geestelijke gebieden.
Deze evolutie-involutiefilosofie geldt niet alleen voor de mens. Alles is eigenlijk onderhevig aan evolutie en involutie. Culturen, biologische soorten, atomen, zonnen. In de stoffelijke wereld zien we het verschijnen, de groei, de bloei en de neergang en dan het verdwijnen. Het evolueren (uitrollen), de manifestatie en tegelijk het (involueren) inrollen. Dat is slechts een deel van het geheel, in de voor ons onzichtbare wereld vindt tegelijkertijd het omgekeerde proces plaats.
De gedachte van reïncarnatie laat zich hier gemakkelijk bij aansluiten.
Stromingen die verwante gedachten uitdragen zijn theosofie en antroposofie.